# 侯氏翅鲎属
侯氏翅鲎属（学名：Holmipterus）是蟹体鲎科的一属。属名以Gerhard Holm的名字+古希腊语pterón“wing”（翅膀）而成。

## 下属物种
本属包括以下物种：
- †瑞典侯氏翅鲎 Holmipterus suecicus Kjellesvig-Waering, 1979 (模式种) ，种名来自拉丁语suecicus“Swedish”（瑞典的）。